# Walter Barroso
Walter Barroso foi um futebolista brasileiro que atuou e brilhou como um memorável meio-campista do Ceará Sporting Club sendo campeão do Campeonato Cearense em 1916, 1917, 1918, 1919 e 1922. Ele também disputou o Campeonato Cearense de 1915 pelo Stella Foot-Ball Club, sendo vice-campeão e artilheiro do campeonato com 6 gols.

## História
Em 1916, o Walter Barroso conquista o seu primeiro título de campeão cearense, vencendo o Maranguape Sport Club na final realizada no dia 06 de agosto de 1916, pelo placar de 2x0, 2 gols de Walter Barroso, consagrando-se o artilheiro da competição.
No ano de 1917, no dia 8 de dezembro, Walter Barroso volta ao Prado, local dos certames anteriores, para enfrentar o Stella na final do campeonato. Pelo placar mínimo, o Ceará derrota seu adversário e conquista o tricampeonato.
Em 1918, Walter Barroso vence o seu terceiro título cearense na final contra o Fortaleza Esporte Clube, por 2x0, gols de Walter Barroso e Enoch.
No campeonato cearense de 1919, na final disputada novamente entre Ceará e Fortaleza, o time alvinegro estava perdendo por 1 a 0, conseguindo a virada com dois gols de Walter Barroso, sagrando-se pentacampeão cearense de futebol.

## Títulos

#### Ceará Sporting Club
- Campeonato Cearense: 1916, 1917, 1918, 1919 e 1922

### Artilharias
- Campeonato Cearense: 1915 (6 gols)[carece de fontes?]; 1916 (9 gols)[2]; 1918 (14 gols)[2]; 1922 (14 gols)[3]